# Haras des Rouges-Terres
Ne doit pas être confondu avec Haras des Rouges.
Le Haras des Rouges-Terres, à Saint-Léonard-des-Parcs, est le plus fameux élevage privé français de chevaux demi-sang trotteurs du milieu du XIXe siècle, avec son rival, l'élevage du marquis de Croix. Ce haras est considéré comme l'un des principaux élevages à l'origine de la race du Trotteur français.

## Histoire
La création du Haras des Rouges-Terres découle d'une initiative de Céneri Forcinal, qui quitte l'élevage familial repris par son frère à La Rabelaye, pour créer le sien en louant les herbages des Rouges-Terres à Saint-Léonard-des-Parcs. Il sélectionne des juments poulinières de qualité qui, en quelques années, propulsent son élevage au rang de meilleur de l'Orne. Au début des années 1850, il dispose ainsi de deux excellentes juments, Dame de cœur et Herminie, deux filles du Trotteur Norfolk Wildfire. Il fait naître le chef de race Niger en 1869, avec sa jument anglaise ou américaine Miss Bell, et le vieil étalon The Norfolk Phœnomenon, qu'il a récupéré auprès de l'administration des Haras nationaux avant qu'il ne soit abattu du fait de son grand âge.
Le haras des Rouges-Terres devient la propriété de Jacques Olry à partir de 1884. La famille Olry (Jacques, son fils Léon Olry-Rœderer, puis la veuve de Léon, Camille) y fera naitre quatre champions du XXe siècle : Bémécourt, Souarus, Jamin et Tabriz.
L'éleveur de trotteurs Jean-Pierre Dubois achète le haras en 2005. Son petit-fils, Louis Baudron, le récupère en 2006.